# 瓦薩希
瓦薩希（Warsash）是一座位於英格蘭漢普郡南部的村莊， 處在漢布爾河河口。水運是當地的重要經濟來源。南安普頓索倫特大學瓦薩希海事學院位於此地。 此外當地還有一個小學。